# Sečni mehur
Séčni mehúr ali séčnik (latinsko vesica urinaria) je organ sečil, v katerem se zbira seč. Gre za mišičast votli organ, ki leži pri človeku v mali medenici. Čeravno seč neprenehoma izteka iz ledvic, omogoča sečni mehur pri človeku in živalih zavestno in občasno uriniranje.
Pri vretenčarjih odteka seč iz ledvic v sečni mehur po sečevodu. Pri človeku lahko sečni mehur zadržuje okoli 900 - 1500 mL seča. Pri odraslih se pojavi potreba po uriniranju, ko je v sečnem mehurju okoli 300-500 mL seča. Za izpraznenje sečnega mehurja je potrebna sprostitev mišice ožilke, ki dopusti odtok seča v sečnico.

### Anatomija
Sečni mehur leži pri ženski pred nožnico, pri moškem pa pred zadnjikom. Pri ženski leži nekoliko niže. 
V sečnik se na zgornji strani stekata oba sečevoda, ki v manjšem odseku potekata tudi znotraj stene sečnega mehurja - na ta način se pri polnem sečnem mehurju sečevoda zapreta, kar prepreči obraten tok seča po sečevodu. Na spodnji strani izteka sečnica. Območje notranje strani sečnega mehurja, ki ga omejujeta vstopišči sečevodov in iztopišče sečnice, se imenuje trigonum sečnega mehurja.
Na mestu iztopišča sečnice se nahajata dve mišici ožilki. Notranja ožilka je zgrajena iz gladkega mišičja ter je pod nadzorom nehotnega živčevja. Zunanjo ožilko gradi skeletno mišičje in njeno širjenje je pod nadzorom naše volje.
Stena sečnega mehurja je zgrajena iz treh plasti:
- sluznica na notranji strani, ki je sestavljena iz prehodnega epitelija iz dveh plasti celic in sluznici lastne plasti;
- musculus detrusor vesicae je srednja mišična plast, ki omogoča krčenje mehurja in iztisk seča;
- adventicija je zunanja vezivna plast.